# Vlaamse verkiezingen 2004/Kandidatenlijsten/Vlaams Blok
Dit zijn de kandidatenlijsten van het Vlaams Blok voor de Vlaamse verkiezingen van 2004. De verkozenen staan vetgedrukt.

## Antwerpen

### Effectieven
1. Filip Dewinter
2. Marijke Dillen
3. Luk Van Nieuwenhuysen
4. Pieter Huybrechts
5. Marie-Rose Morel
6. Rob Verreycken
7. Marleen Van Den Eynde
8. Dirk Aras
9. Caroline Drieghe
10. Paul Meeus
11. Hans Verreyt
12. Christel Luyckx
13. Sandy Neel
14. Anita Dirken
15. Guy Eggermont
16. Lieve Van Den Berghe
17. Gerolf Annemans
18. Anke Van dermeersch
19. Philippe Van Der Sande
20. Pam Claessens
21. Walter Vochten
22. Annemie Claus-Van Noten
23. Jan Geuens
24. Lieve Dreesen
25. Albrecht Cleymans
26. Kevin Eeraerts
27. Ann De Prins
28. Anneke Brouwers-Luyckx
29. Catherine François
30. Tim Willekens
31. Mieke Langmans-De Bats
32. Claudine De Schepper
33. Freddy Van Gaever

### Opvolgers
1. Jurgen Verstrepen
2. Jan Penris
3. Hilde De Lobel
4. Frank Creyelman
5. Johan Van Brusselen
6. Christel Crauwels
7. Raf Liedts
8. Astrid Verbert
9. Chrisje Colman
10. Karel Brosens
11. Rosette Mellebeeckx
12. Frans Verzwyvel
13. Lutgard Calewaert-Van Craenenbroeck
14. Ingrid Verachtert
15. George Ver Eecke
16. Alexandra Colen

## Brussels Hoofdstedelijk Gewest

### Effectieven
1. Johan Demol
2. Erik Arckens
3. Monique Moens
4. Gerda Dosogne
5. Carine Lootens-Stael-Van Mol
6. Rolando Annys

### Opvolgers
1. Greet Van Linter
2. Rolando Annys
3. Erland Pison
4. Monique Moens
5. Chantal Bodengien
6. Joris Claessens

## Limburg

### Effectieven
1. Jean Geraerts
2. John Vrancken
3. Linda Vissers
4. Thieu Boutsen
5. Ludo Lespoix
6. Koen Ooms
7. Hilde Bartolomivis
8. Mark Verbraeken
9. Ilvy De L'Arbre
10. Linda Vervaeren
11. Fabienne Poncelet
12. Jos Drykoningen
13. Mia Daenen
14. Christel Fonteyn
15. Marleen Govaerts
16. Bert Schoofs

### Opvolgers
1. Thieu Boutsen
2. Katleen Martens
3. Leo Pieters
4. Els Hermans
5. Chris Du Bois
6. Maggy Schalley
7. Patrick Wissels
8. Ria Gijbels
9. Eric Vleghels
10. Kim Maris
11. Marina Herbots
12. Fabienne Knuts
13. Ludo Lommers
14. Rita Caubergs-Keunen
15. Guido Niesten
16. Jef Van Bree

## Oost-Vlaanderen

### Effectieven
1. Karim Van Overmeire
2. Frans Wymeersch
3. Gerda Van Steenberge
4. Werner Marginet
5. Erik Tack
6. Kristina Colen
7. Geert Goubert
8. Mark Heyndrickx
9. Fernand Deliaert
10. Janice Laureyssens
11. Tanguy Veys
12. Rita Van Driessche-Schatteman
13. Els Desloovere
14. Stefaan Van Gucht
15. Bruno Stevenheydens
16. Karin Milik
17. Kathleen Van Impe
18. Cindy Verspeet
19. Isabelle Vercauteren
20. Jan Lievens
21. Dirk Lens
22. Diane Delrue
23. Nancy Haes
24. Lisette Cuyvers
25. Katrien Buys
26. Werner Somers
27. Francis Van Den Eynde

### Opvolgers
1. Johan Deckmyn
2. Erik Tack
3. Niki De Gryze
4. Wim Wienen
5. Nele Jansegers
6. Jeannine Vos
7. Mia Wouters
8. Roland Pannecoucke
9. Geert Neirynck
10. Martine Bontinck
11. Luc Vermeire
12. Hugo Vandewalle
13. Ann Cosijns-Schilders
14. Marleen Bouckaert
15. Marleen De Winter
16. Eddy Schollaert

## Vlaams-Brabant

### Effectieven
1. Joris Van Hauthem
2. Felix Strackx
3. An Michiels
4. Roland Van Goethem
5. Robert Van Der Stappen
6. Nele Van Den Brulle
7. Maggy Lamine-Weemaes
8. Wim Demuylder
9. Maurice Ronsmans
10. Marie-Elise Leemans
11. Anita Uyttebroek
12. Gerda Van Hecke-Veldeman
13. Nicole Vancauwenbergh
14. Cindy Teughels
15. Danny Vanfroyenhoven
16. Mireille Buyse
17. Anna Vleminckx-Jughters
18. Gust Herckens
19. Jan Laeremans
20. Filip De Man

### Opvolgers
1. Roland Van Goethem
2. Wim Van Dijck
3. Nele Van Den Brulle
4. Bart Siffert
5. Reno Mechant
6. Jenny Billen-Donny
7. Steven Dupont
8. Christel Meeus
9. Sabien Claeys-Schapdryver
10. Greet Debacker
11. Dirk Poels
12. Irène Penninckx
13. Peggy Patyn
14. Nadine Motten
15. Georges Gillis
16. Hagen Goyvaerts

## West-Vlaanderen

### Effectieven
1. Frank Vanhecke
2. Herman De Reuse
3. Agnes Bruyninckx-Vandenhoudt
4. Stefaan Sintobin
5. Koen Bultinck
6. Veerle Servayge
7. Kurt Ravyts
8. Rika Buyse
9. Werner Claeys
10. Ria Gadeyne
11. Lode Debouver
12. Katty Tournoij
13. Reinhart Madoc
14. Carine Montens-Maes
15. Herman Vandenberghe
16. Georgette De Rijcke-Deman
17. Ann Pauwaert
18. Dorine Demeulemeester
19. Goedele De Reuse-Decapmaker
20. Claude Lecointre
21. Dieter Van Parys
22. Frieda Van Themsche

### Opvolgers
1. Christian Verougstraete
2. Frank De Smet
3. Anne-Catherine Cnockaert
4. Herwijn Vandenbulcke
5. Marleen Vanoverschelde
6. Shirley Hoornaert
7. Filip Dinneweth
8. Baudewin Libberecht
9. Lidwina Cordy
10. Steven Verschaeve
11. Martine Decanniere
12. Arnold Bruynooghe
13. Tine Van Winkel
14. Daisy Verbergt
15. Rosette Milh
16. Rik Baert